# Karl Leon Du Moulin-Eckart

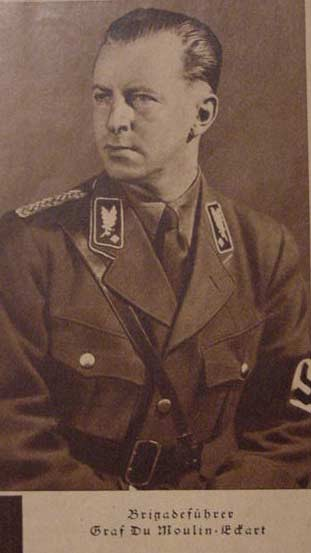
Karl Leon Du Moulin-Eckart (1933)

Karl Leon Eduard Friedrich Bernhard Max Graf Du Moulin Eckart (* 11. Januar 1900 in München; † 31. März 1991 in Oberviechtach; auch Carl-Leon Du Moulin-Eckart) war ein deutscher Politiker (NSDAP) und SA-Führer. Er wurde vor allem bekannt als Leiter des Nachrichtendienstes der SA in den Jahren 1930 bis 1932.

## Leben und Wirken

### Jugend und Weimarer Republik
Du Moulin Eckart wurde als drittes Kind und einziger Sohn des Geschichtsprofessors Richard Graf Du Moulin Eckart (* 27. November 1864 in Leipzig; † 1. April 1938 in Augsburg) und seiner Frau Bertha, geborene Berger (* 18. Juli 1866 in Coburg; † 5. März 1949 in Bertoldsheim), geboren. Die Vorfahren der Familie stammen ursprünglich aus Frankreich.
Während des Ersten Weltkriegs trat Du Moulin-Eckart in das Leibdragonerregiment Nr. 24 ein. Im Spätsommer 1918 wurde er nach Berlin geschickt, um das Fähnrichexamen abzulegen, und erlebte dort im November des Jahres auch die Novemberrevolution mit. Eigenen Angaben zufolge wurde er an der Schlossbrücke von revolutionären Matrosen bedrängt und warf seinen Karabiner in die Spree, um zu verhindern, dass dieser den Revolutionären in die Hand fiel.
Nach einer kurzzeitigen Rückkehr nach München ging er mit der Leibschwadron nach Lauterbach, wo diese in dem Hessischen Freikorps aufging. Er trat dann zum Freikorps Epp über, bevor er als Fahnenjunker-Unteroffizier in das Reichswehrkavallerie-Regiment Nr. 14 wechselte. Anlässlich der Verkleinerung der Armee auf 100.000 Mann Anfang 1920 schied er aus der Reichswehr aus.
Im Laufe des Ruhraufstandes vom März/April 1920 beteiligte sich Du Moulin-Eckart mit einem Freikorps an der Niederschlagung der kommunistischen Insurrektion im Ruhrgebiet. Zu Ostern 1920 überbrachte er als Angehöriger der Stabsschwadron von Perfall dem bayerischen Hauptmann Ernst Röhm eine dienstliche Meldung. Ebenfalls 1920 legte er das Abitur ab.
1922 war DuMoulin bei der Sturmabteilung Lauterbach. Diese Formation war mit der Sicherung von Waffen im Zusammenhang mit der Auflösung der Bayerischen Einwohnerwehr befasst. Außerdem sprengte sie kommunistische Versammlungen.
Ab Herbst 1922 tat Du Moulin-Eckart Dienst als Ordonnanzoffizier bei Ernst Röhm, in dessen Vorzimmer er fortan saß. Dort lernte er auch Adolf Hitler und Hermann Göring kennen. Im Februar 1923 wechselte Du Moulin-Eckart als Fahrdienstleiter in das Autogeschäft Faber, eine Scheinfirma der Reichswehr, die Waffentransporte durchführte. Er blieb bis zum 31. Oktober 1923 in der Schwarzen Reichswehr.
Am 1. November 1923 trat Du Moulin-Eckart in das Oberkommando Hitler ein. In diesem bekam er das Referat W (Waffen) zugeteilt. Am 8. und 9. November 1923 beteiligte er sich am gescheiterten Hitlerputsch in München als Ordonnanzoffizier von Erich Ludendorff. Dabei hielt er als Kurier Verbindung zwischen Ludendorff und Führern der SA. Am 9. November hielt Du Moulin-Eckart sich in dem vom Bund Reichskriegsflagge unter Führung Röhms besetzten Münchener Wehrkreiskommando, dem ehemaligen bayerischen Kriegsministerium, auf, konnte jedoch nach dem Scheitern des Putschunternehmens einer Verhaftung entgehen.
Nachdem ein Steckbrief gegen ihn erlassen worden war, begab er sich am 6. Januar 1924 von München nach Salzburg, wo er am 8. Januar eintraf und sich bis Ostern aufhielt. Nach seiner Rückkehr nach München stellte er sich der Polizei; zweimalige Versuche, einen Prozess gegen ihn anzustrengen, wurden aus unbekannten Gründen niedergeschlagen.
Nun betätigte sich Du Moulin-Eckart in der von Ernst Röhm 1924 als Ersatzorganisation für die verbotene SA aufgestellte Organisation Frontbann und übernahm dort die Funktion eines Adjutanten oder Ordonnanzoffiziers.
Danach absolvierte er ein Studium der Rechtswissenschaften, das er 1927 mit der Promotion zum Dr. jur. abschloss. Seine Doktorarbeit trug den Titel Die Spionage und ihre Behandlung nach Völkerrecht und Reichs-Strafrecht unter besonderer Berücksichtigung des Entwurfes zu einem Allgemeinen deutschen Strafgesetzbuch von 1927. Als nach dem Tod eines Onkels Du Moulins Vater als Majoratsherr die Familiengüter in Winklarn und Bertoldsheim übernahm, übernahm Du Moulin deren Verwaltung.

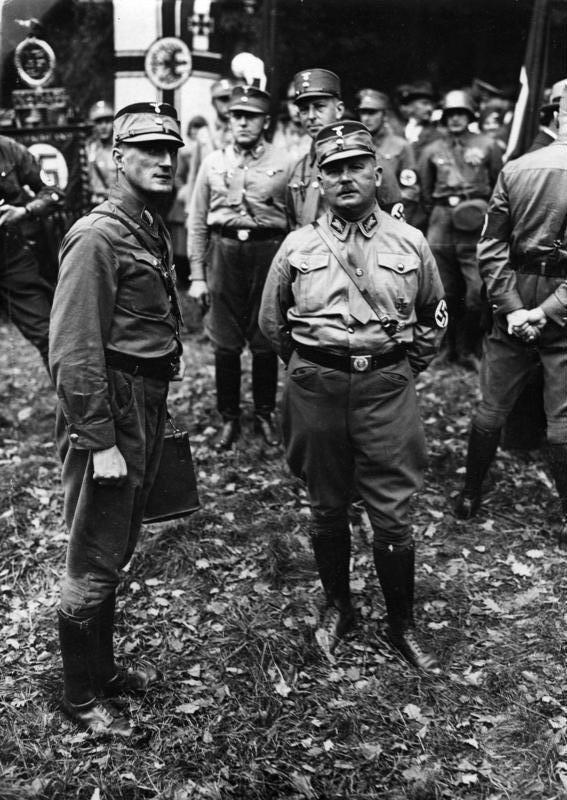
Du Moulin Eckart mit Ernst Röhm während der Harzburger Tagung vom 11. Oktober 1931 (Moulin steht direkt hinter Röhm)

### Karriere in der SA (1931 bis 1934)
Als Ernst Röhm Anfang 1931 zum Stabschef der SA ernannt wurde, holte er Du Moulin Eckart in seinen Stab in der SA-Führung. Dort versah er zunächst Aufgaben als Referent z. b. V. und später als Leiter der Unterabteilung Ic (Nachrichtendienst). Diese Dienststellung, die er von einem Büro im Braunen Haus in München ausübte, hatte Du Moulin Eckart, der mit Wirkung vom 1. Februar 1932 zum SA-Oberführer ernannt wurde, bis zum reichsweiten Verbot von SA und SS am 13. April 1932 inne. Die Geschäftsführung erledigte dabei der Münchener SS-Mann Max Frauendorfer.
Nach der Aufhebung des SA-Verbots am 14. Juni 1932 war Du Moulin Eckart vom 1. Juli bis 30. September 1932 Referent im Gruppenstab z. b. V. der Obersten SA-Führung. Anschließend wurde er zur SA-Gruppe Österreich versetzt, wo er bis zum 19. April 1933 Führer der SA-Untergruppe Wien war. Nach einer „Beurlaubung bis auf Weiteres“ ab 20. April 1933 wurde er am 25. September 1933 zur SA-Gruppe Sachsen versetzt und war dort bis 1. Juli 1934 SA-Führer z. b. V. Hier wurde er am 9. November 1933, anlässlich des zehnten Jahrestages des Putsches, noch zum SA-Brigadeführer befördert.
In den gefälschten Briefen der Münchener Post wurde Du Moulin Eckart am 24. Juni 1931 zusammen mit Rolf Reiner als einer der führenden homosexuellen SA-Leute bezeichnet. Ihm wurde auch vorgeworfen, „wegen seiner ausgesprochen femininen Einstellung der widerlichste im ganzen Braunen Haus“ für Oberleutnant a. D. Brückner zu sein. Im Frühjahr 1932 plante Walter Buch, der oberste Parteirichter der NSDAP, die Ermordung von Du Moulin Eckart, Röhm, dessen Adjutant Spreti-Weilbach, Bell und Uhl, da er wegen deren öffentlich bekannter Homosexualität eine Niederlage der NSDAP bei den bevorstehenden Wahlen befürchtete. Er erteilte dem bankrotten Bandagefabrikanten und NS-Spitzel Emil Danzeisen den Auftrag, den Mord zu übernehmen. Dieser wiederum gab den Befehl in brieflicher Form an den arbeitslosen Architekten Emil Karl Horn weiter. Horn schreckte jedoch davor zurück und informierte Du Moulin Eckart. Im anschließenden „Danzeisen-Prozess“ wurde jener zu einer sechsmonatigen Freiheitsstrafe verurteilt.

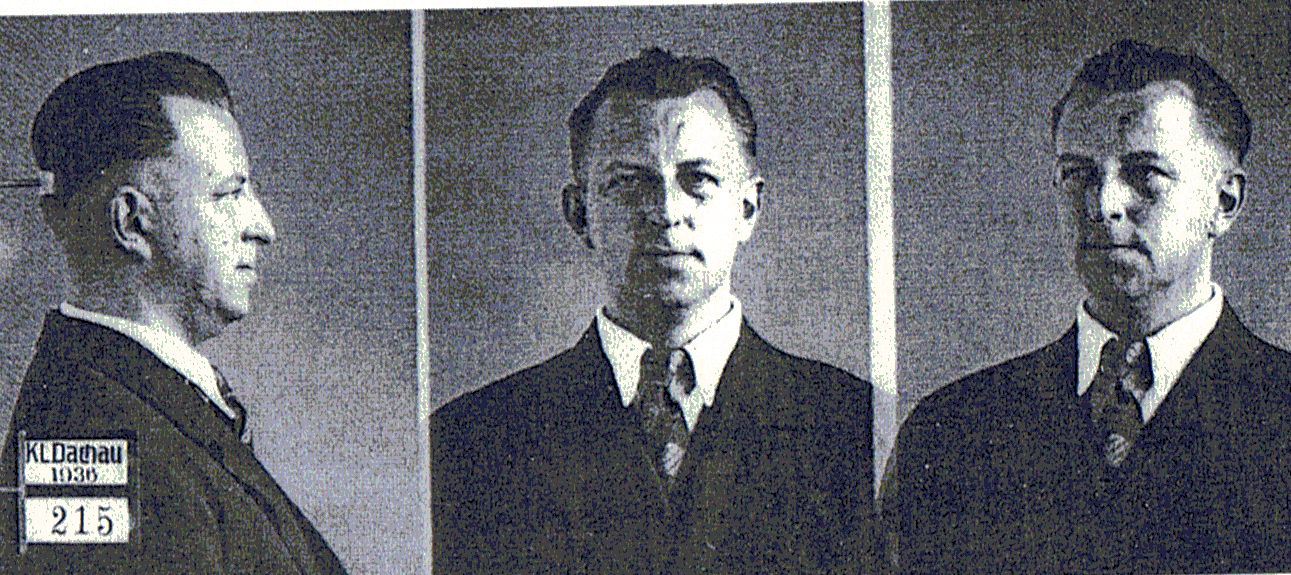
Karl Du Moulin-Eckart als Häftling im KZ Dachau (1936)

Im 1936 erschienenen Exilroman Vor großen Wandlungen des selbst homosexuellen Kommunisten Ludwig Renn, wo die SA als brutaler Männerbund geschildert wird, in dem Heranwachsende systematisch vergewaltigt werden, wird Du Moulin Eckart als enger Kumpan von Wolf-Heinrich von Helldorff und Edmund Heines dargestellt. Mit jenen und anderen, die „es durch das Bett des Stabschefs Röhm zu etwas gebracht hatten oder hofften, es zu etwas zu bringen“, habe er in einem Nebenzimmer des Weinlokals Horcher in der Lutherstraße nahe dem Berliner Wittenbergplatz sich über den „holländischen Strichjungen“ Marinus van der Lubbe unterhalten, um diesen zum Brandanschlag auf das Reichstagsgebäude anzustiften.

### Verfolgung während der Röhm-Affäre und KZ-Haft
Am Abend des 30. Juni 1934 wurde Du Moulin-Eckart im Zuge der Röhm-Affäre in Wiesbaden verhaftet. Während rund 90 andere Personen im Zuge der Aktion exekutiert wurden, kam er, obschon auch ihm von mächtigen Personen der Tod zugedacht war, mit dem Leben davon. Andreas Dornheim zufolge liegt dies wahrscheinlich an Du Moulin-Eckarts persönlicher Freundschaft zu Heinrich Himmler. Der Chef der SS und der Geheimpolizei dirigierte die Mordaktion und soll angeblich den Abflug des Flugzeuges, das Du Moulin-Eckart zur Erschießung bringen sollte, verzögert haben, indem er eine Maschinenpanne vortäuschen ließ, bis die Aktion beendet war. In einem nach 1945 verfassten Lebenslauf berichtete Du Moulin-Eckart allerdings, dass Himmler ihm später erklärt habe: „Du hast Glück gehabt, du bist zum Erschießen zu spät nach Berlin gekommen.“, was nahelegt, dass er durch eine zufällige Verkettung von Umständen, ohne Zutun Himmlers überlebte. Beim Nürnberger Prozess gegen die Hauptkriegsverbrecher sagte Hermann Göring aus, dass Hitler eigentlich auf Du Moulin-Eckart zum Zeitpunkt der Mordaktion vom Sommer 1934 „besonders wütend gewesen“ sei und deshalb auch seine Erschießung angeordnet habe. Dass Du Moulin-Eckart aber trotzdem mit Konzentrationslager davongekommen sei, mag daran gelegen haben, dass die Oberste SA-Führung in der Nacht zum 2. Juli 1934 die Erschießungen einstellen ließ, nachdem diese zwei Tage zuvor aus dem Ruder gelaufen waren, wobei Du Moulin-Eckart das Glück gehabt habe, noch am Leben gewesen zu sein, als der Befehl ergangen sei, die Erschießungen einzustellen.
Als Winifred Wagner sich auf Bitten von Du Moulin-Eckarts Vater für dessen Sohn bei Hitler einsetzte, soll dieser ihr erklärt haben: „Bitten Sie nicht für diesen Burschen. Er ist der schlimmste von allen“, und fügte hinzu, dass der junge Du Moulin vor 1933 Geheimnisse der NSDAP an die Sozialdemokraten verraten habe.
Im Herbst 1934 war Du Moulin-Eckart als ehemaliger Adjutant Röhms einer von vier Angeklagten in einem Prozess vor dem Amtsgericht München im Zusammenhang mit Ernst Röhms Homosexualität. Die anderen Angeklagten waren Röhms ehemaliger Leibdiener Holtsch, sein Freund Prosch sowie Peter Granninger, der als eine Art privater Zuhälter Röhms agiert hatte. Du Moulin wurde in diesem Prozess Beihilfe zur widernatürlichen Unzucht nach § 175 vorgeworfen, da er 1931 und 1932 wiederholt seine Münchener Wohnung für Begegnungen mit Jugendlichen zur Verfügung gestellt hatte, mit denen Röhm dort homosexuell verkehrt hatte. Du Moulin erklärte, Röhm habe ihn gebeten, ihm seine Wohnung für die Durchführung von vertraulichen Besprechungen zur Verfügung zu stellen, und er habe nicht gewusst, dass Röhm bei dieser Gelegenheit homosexuelle Handlungen begangen habe (er selbst sei niemals anwesend gewesen, wenn Röhm sich mit Dritten in seiner Wohnung getroffen habe). Da ihm nicht nachgewiesen werden konnte, von Röhms nach damaliger Rechtslage illegalem „Treiben“ gewusst zu haben, wurde er schließlich freigesprochen, jedoch nach dem Prozess von der Politischen Polizei in Schutzhaft genommen und war zunächst im KZ Lichtenburg inhaftiert. Später wurde er ins KZ Dachau verlegt, wo er bis 1936 festgehalten wurde. Während seiner Haftzeit stand er unter der persönlichen Protektion seines alten Freundes Heinrich Himmler.

### Späteres Leben
Nach seiner Haftentlassung ließ Du Moulin-Eckart sich gerichtlich bescheinigen, nicht homosexuell zu sein, und zog sich aus dem öffentlichen Leben zurück. Um 1937 wurde er Reserveoffizier und nahm in dieser Eigenschaft am Zweiten Weltkrieg teil.

## Familie
Am 28. März 1944 heiratete Du Moulin-Eckart in erster Ehe Erika Schmaeling (* 25. September 1911 in Memel), von der er sich 1949 wieder scheiden ließ. Aus der Ehe ging der im Kindbett verstorbene Sohn Carl-Marcel (*/† Schloss Winklarn 25. März 1945) hervor.
In zweiter Ehe heiratete Du Moulin am 9. März 1954 die Internistin und Psychotherapeutin Eva Kusche (* 27. Juli 1925 in München; † 8. April 2020 in München). Aus dieser Ehe gingen die Töchter Constanze-Irmingard Aimée Elisabeth Charlotte Anna Maria Mathilde (* 11. Oktober 1954 in München) und Maja-Christine Agathe Antonia Mimi Theodora Yanka Ina (* 24. Juli 1956 in München) hervor.
Aus einer außerehelichen Beziehung hatte Du Moulin-Eckart zudem noch ein weiteres Kind (* 1931/1932).
Die Witwe verkaufte 2008 das Schloss Bertoldsheim mit allem Inventar.

## Nachlass
Eine Sammlung von Material Heinrich Himmlers über Du Moulin-Eckart wird im Bundesarchiv aufbewahrt (NS 19/882). Das Institut für Zeitgeschichte besitzt seine Spruchkammerakte (IfZ: G, Sp 2/1). Zudem existieren Akten zu einem Verfahren wegen Kuppelei und widernatürliche Unzucht, das im September 1934 in München stattfand (Urteil vom 13. September 1934; VII 3343-53/43 München I). Ein Ermittlungsbericht vom 28. Januar 1952 (1 Js. Gen 1 ff/49) liegt beim Institut für Zeitgeschichte (G 07.95).

## Schriften
- Die Spionage und ihre Behandlung nach Völkerrecht und Reichs-Strafrecht unter besonderer Berücksichtigung des Entwurfes zu einem Allgemeinen deutschen Straf-Gesetzbuch von 1927, Coburg 1928. (Erlangen, Universität, Dissertation, 1929).